# Santa Ana, El Salvador
Santa Ana là thành phố lớn thứ hai ở El Salvador, nằm 64 km về phía tây của thủ đô San Salvador. Santa Ana có khoảng 274.830 (2006) cư dân và có vai trò vừa là thủ phủ departmento Santa Ana và là trung tâm khu tự quản xung quanh cùng tên. Đối với chính quyền của nó thành phố được chia thành 35 colonias (khu phố) và 318 ngôi làng nhỏ.
Một trung tâm chế biến cà phê lớn của El Salvador nằm gần Santa Ana.
Santa Ana là thành phố thứ hai về tầm quan trọng ở El Salvador, đã trở thành một địa điểm du lịch rất phổ biến, đặc biệt là đối với khách du lịch mong muốn tìm hiểu về văn hóa và truyền thống El Salvador.